# AUF1
AUF1 („Alternatives Unabhängiges Fernsehen, Kanal 1“) ist eine seit Mai 2021 bestehende rechtsextreme Website mit Sitz in Linz, gegründet von Stefan Magnet, der auch als Chefredakteur agiert. Sie gilt als eines der reichweitenstärksten Medien im rechtsextremen Milieu des deutschen Sprachraums.
AUF1 verbreitet rechtsextreme Inhalte und spricht vor allem Corona-Leugner, Klimawandelleugner, Verschwörungstheoretiker sowie Putin-Anhänger an. Obwohl AUF1 keine Sendelizenz für das Fernsehen besitzt, sendete ein Regionalsender zeitweise auf einem Programmplatz Inhalte von AUF1. Die zuständige Behörde stellte deswegen eine schwerwiegende Rechtsverletzung fest.
Von September bis November 2023 strahlte AUF1 ein täglich sechs Stunden langes Programm über Astra-Satellit aus, bis dies durch die Landesmedienanstalt in Baden-Württemberg untersagt wurde.

## Geschichte und Inhalte
Stefan Magnet trat bereits Anfang der 2000er Jahre als Autor und Mitgestalter der rechtsextremen Zeitschrift Info-Direkt auf. Mit der Neonazi-Szene verbanden ihn die Mitgliedschaft im Bund freier Jugend und Auftritte mit Gottfried Küssel. Die Inhalte fokussieren sich auf die Verbreitung von Verschwörungstheorien zur Coronapandemie sowie andere Verschwörungstheorien wie The Great Reset. Nichtsdestotrotz bezog Stefan Magnets mittlerweile zugunsten AUF1 aufgegebene Werbefirma in den Jahren 2021 und 2022 mehr als 130.000 Euro aus staatlichen Covid-19-Wirtschaftshilfen.
Seit dem Abflachen der Coronapandemie entwickelt sich der russische Überfall auf die Ukraine 2022 zum Themenschwerpunkt. Die Berichterstattung legitimiert den russischen Angriffskrieg. Die Schuld wird in der überwiegenden Mehrzahl der Kommentare dem „Westen“, insbesondere den USA, angelastet und Wladimir Putin heroisiert. Magnet behauptete, dass Russland lediglich einer geplanten Invasion „der USA und ihrer Verbündeten in der Ukraine“ zuvorgekommen sei. Verbreitet wird auch die rechtsextreme Verschwörungstheorie des Großen Austauschs, einer angeblich von oben gesteuerten Ersetzung der weißen europäischen Bevölkerung durch Nichtweiße und Muslime. Außerdem ist von „Globo-Homo-Eliten“ die Rede, die eine vermeintliche „Transgender-Ideologie durchsetzen wollen“. Laut der taz berichtet AUF1 „aus einer rechtsextremen Wahnwelt“.
Dabei sind die Nachrichten vor allem als Meinungsbeiträge zu sehen und voller verschwörungstheoretischer Schlagwörter aus der Querdenker-, Impfgegner- und Klimaleugner-Szene. Rezipiert wird der Sender auch im Reichsbürger-Milieu. Die Programminhalte werden auf der eigenen Website als Teil eines YouTube-Channels sowie über Telegram verbreitet. Daneben waren AUF1-Inhalte auch im RTV Regionalfernsehen OÖ zu sehen. 2023 kommt der Telegram-Kanal auf rund 240.000 Abonnenten. Das Center für Monitoring, Analyse und Strategie (CeMAS) in Berlin verortete ihn damit zur Spitze der sogenannten „alternativen Medien“, direkt hinter dem Kanal des rechtskonservativen Boris Reitschuster. 2023 erreichte AUF1 auf seiner Website eine Million Aufrufe monatlich.
Verantwortlich zeichnet der „Verein für basisgetragene, selbstbestimmte, pluralistische und unabhängige Medienvielfalt“ mit Stefan Magnet als Obmann.
Die Finanzierung erfolgt nach Eigenangaben ausschließlich über Spenden. Wegen Schaltung politischer Inserate der FPÖ auf der Website verorten oberösterreichische Medien jedoch auch politische Geldflüsse. Auch die AfD schaltet Werbung auf der Seite von AUF1. AfD-Politiker, darunter Björn Höcke, wurden bzw. werden in mehreren Videos interviewt. Weitere Interviewgäste waren bzw. sind der rechtsextreme Publizist Jürgen Elsässer sowie der ehemalige Präsident des Bundesamtes für Verfassungsschutz Hans-Georg Maaßen. AUF1 unterhält seit Herbst 2022 ein Büro in Berlin sowie seit November 2022 mit Berlin Mitte AUF1 eine eigene Sendung, die aus Deutschland berichtet.
Der dortige Korrespondent Martin Müller-Mertens war vorher für das rechtsextreme Compact-Magazin tätig. Im Juni 2023 war Manuela Baumhäckel, Schauspielerin aus der BR-Serie Dahoam is Dahoam, in dem Format als Reporterin zu sehen, unter anderem berichtete sie von einer Demo und führte ein Interview mit Hubert Aiwanger.
Zwischen AUF1 und dem rechtsesoterischen Internetkanal eingeschenkt.tv von Thomas Schenk besteht seit April 2022 eine Kooperation wie auch seit September 2022 mit dem alternativen schweizerischen Gesundheitssender QS24, der ebenfalls durch Desinformation auffällig wurde.
Im Juli 2023 behauptete der Sender, ab Herbst 2023 einen Sendeplatz „im echten Fernsehen gesichert“ zu haben. Geplant sei außerdem ein Studio in der Schweiz.
Im September 2023 gelang es AUF1, ein täglich sechsstündiges Programm in Deutschland über einen Astra-Satelliten auszustrahlen. Möglich wurde dies über eine Sendelizenz, die sich ein Internist aus Stuttgart für seinen Sender „SchwarzRotGold TV“ bereits 2021 gesichert hatte. Am 14. November untersagte die Landesanstalt für Kommunikation Baden-Württemberg die Ausstrahlung auf diesem Weg. Zudem beobachtet das Landesamt für Verfassungsschutz Baden-Württemberg den Senderauftritt.
Im Februar 2024 verhängte die Kommission für Zulassung und Aufsicht ein Bußgeld von 195.000 Euro gegen „schwarz rot gold tv“ (SRGT) für die unerlaubte Übertragung von AUF1-Programminhalten, da SRGT keine redaktionelle Kontrolle über die von AUF1 ausgestrahlten Inhalte habe. Im Zuge dessen stellte SRGT seinen Sendebetrieb ein und gab seinen Sendeplatz auf.
Im Herbst 2024 entschied die österreichische Parlamentsdirektion, AUF1 ein Senden aus dem Medienzentrum des Parlaments bei der Nationalratswahl in Österreich 2024 zu ermöglichen. Dies wurde damit begründet, dass eine „breite Interpretation“, was ein Medium sei und was nicht, möglich sei. Die Entscheidung wurde von der „Bundesstelle für Sektenfragen“ kritisiert.

### Verbindungen zur FPÖ
AUF1 verfügt über zahlreiche Verbindungen zur FPÖ, etwa zur FPÖ-nahen Wochenzeitung Wochenblick. Nach der Einstellung des Wochenblick wurden einige der dortigen Mitarbeiter bei AUF1 eingestellt. Einige der AUF1-Moderatoren sind der FPÖ zuzuordnen, so Gloria Wenko, stellvertretende FPÖ-Gemeinderätin, und Elsa Mittmannsgruber (ehemalige Chefredakteurin des Wochenblicks). Andreas Retschitzegger, Programmleiter für AUF1 in Deutschland, gehört so wie Stefan Magnet zum ehemaligen BfJ-Kader, Retschitzegger war zudem in der FPÖ-Jugendorganisation Ring Freiheitlicher Jugend tätig.
Die Werbeagentur des AUF1-Betreibers Stefan Magnet erhielt Aufträge in Höhe von 140.000 Euro der oberösterreichischen FPÖ.
Die Kooperation von Magnets Firma mit der FPÖ Oberösterreich unter Manfred Haimbuchner bestand spätestens seit 2019: Magnet betreute Facebook-Seiten der FPÖ-Landesräte und stellte Wahlkampfvideos her. 2017 wurde in der Landeszeitung „Unser Oberösterreich“ ein Foto Haimbuchners gemeinsam mit Magnet zum Thema „Kindergeld-Konto“ abgedruckt. Im Juli 2022 fungierte Magnet als Referent im Zuge der „Medien-Akademie“ des Freiheitlichen Bildungsinstituts. FPÖ-Politiker Herbert Kickl gab AUF1 nach der Nationalratswahl 2024 sein erstes TV-Interview. „FPÖ-TV“ sendete ein Interview von AUF1 mit Viktor Orbán, das Video wurde auch von Kickl auf seiner Facebook-Seite verbreitet. Im September 2023 traten Kickl und Alice Weidel im Zuge eines exklusiven Doppelinterviews bei AUF1 auf. Bereits im Jahr 2016 war Stefan Magnet mit einer hochrangigen FPÖ-Delegation, die einen Kooperationsvertrag mit der Putin-Partei Einiges Russland schloss, nach Moskau gereist.

### Sonstige Unterstützer
Ronald Seunig, Unternehmer und Verleger des 2019 eingestellten, rechtsextremen Magazins alles roger? – Das Querformat für Querdenker, gab AUF1 2024 ein Interview, in welchem er Verschwörungstheorien (z. B. Great Reset oder Falschinformationen zur COVID-19-Pandemie) verbreitete. Sein Sohn Roger Seunig, Leiter der Einkaufsstadt Family City in Hatě, Tschechien, gegenüber Grenzort Kleinhaugsdorf, Österreich, schaltet dort Werbeanzeigen.

## Verfahren

### Rechtsverletzungsverfahren
Die österreichische Medienbehörde KommAustria führte ein Rechtsverletzungsverfahren gegen AUF1 durch und stellte 2023 in einem Bescheid fest, dass AUF1 eine „schwerwiegende Verletzung“ des Audiovisuellen Mediendienste-Gesetzes (AMD-G) begangen hat. Die Website hatte vom 16. März 2022 bis 28. November 2022 ein Fensterprogramm im RTV Regionalfernsehen OÖ genutzt, ohne dafür über eine Zulassung zu verfügen. Die KommAustria lieferte zu dem Bescheid folgende Einschätzung: „Dies war im Grunde mit dem Verhalten eines sogenannten Piratensenders vergleichbar und ein klarer Rechtsverstoß, den die KommAustria daher alternativlos aufzugreifen hat.“ AUF1 kündigte an, gegen den Bescheid beim Bundesverwaltungsgericht Einspruch einlegen zu wollen. Ferner behauptete AUF1, dass es bei dem Verfahren um ein „Verbot von AUF1“ ginge. Diese Darstellung wies die KommAustria als „schlicht falsch“ zurück. Einem Programm könne nicht die Lizenz entzogen werden, wenn es gar keine besitze. Ferner war die Internetverbreitung von AUF1TV-Inhalten nicht Bestandteil des Bescheides.

### Anschließendes Verwaltungsstrafverfahren
Mit Bezug zu dem Fall schrieb die KommAustria im Mai 2023, dass das Senden ohne Lizenz eine Verwaltungsübertretung ist, „deren Rechtsfolge ebenfalls klar geregelt ist und eine Geldstrafe vorsieht“. Die KommAustria ist dafür zuständig, auf Grundlage der im Rechtsverletzungsverfahren festgestellten schwerwiegenden Verletzung ein Verwaltungsstrafverfahren gegen die verantwortlichen Personen einzuleiten.

### Verfahren wegen möglicher inhaltlicher Verstöße
Im Februar 2022 leitete die KommAustria ein weiteres Verfahren auf inhaltliche Prüfung von AUF1 gemäß des AMD-G ein. Laut Gesetz müssen Berichterstattung und Informationssendungen „in allen Fernsehprogrammen den anerkannten journalistischen Grundsätzen entsprechen“. Und: „Nachrichten sind vor ihrer Verbreitung mit der nach den Umständen gebotenen Sorgfalt auf Wahrheit und Herkunft zu prüfen.“ Das Verfahren ist noch nicht abgeschlossen.

## Wissenschaftliche Rezeption
Im September 2022 wies der Rechtsextremismus-Forscher Jan Rathje darauf hin, dass in AUF1-Beiträgen bestimmte Codewörter benutzt würden, die in der Szene verstanden werden. Anstatt von Juden werde stellvertretend von George Soros, einem jüdischen Millionär und Philanthropen, gesprochen, um sich gegen den Vorwurf des Antisemitismus abzusichern. Dabei würden jedoch bei der Beschreibung von Juden dieselben Stereotypen wie im Antisemitismus benutzt, beispielsweise wird Soros in einem AUF1-Video als Marionettenspieler dargestellt. Diese Codes bewegen sich laut Rathje „im Rahmen des Mythos einer jüdischen Weltverschwörung“; gleichzeitig finde eine „Art von Normalisierung des Rechtsextremismus statt“.
Der Geschäftsführer des Center für Monitoring, Strategie und Analyse (CeMAS) Josef Holnburger spricht von einem „Rechtsextremismus in feinem Gewand“ sowie „pure[r] Beeinflussung und teilweise sogar Lügen“. Magnet wolle mit einer „vergifteten und teils antisemitischen“ Rhetorik Meinung „verändern“ und „korrigieren“. Menschen könnten dadurch radikalisiert werden. Gefordert seien hier auch die Behörden.
Bernhard Weidinger vom Dokumentationsarchiv des österreichischen Widerstandes bezeichnete AUF1 2023 als „eines der reichweitenstärksten rechtsextremen Medien aus Österreich, was vor allem an seiner erfolgreichen Erschließung des deutschen Desinformationsmarktes liegt“.